# Regular
Regular è un album in studio del rapper statunitense Grand Agent e del produttore italiano Don Joe, pubblicato nel 2005 dalla Vibrarecords.

## Tracce
1. On Summit
2. All Out (Don Remix)
3. Club Dogo
4. In the Building (feat. Liv L'Raynge)
5. Hustlebound (feat. Ask, Vincenzo & Marracash)
6. Keep Yo' Mouth Shut (feat. Club Dogo)
7. Be Regular (feat. Liv L'Raynge & Don Joe)
8. All Out (The Weakest Link Remix) (feat. Club Dogo)
9. On Summit (Instrumental)
10. All Out (Don Remix) (Instrumental)
11. Club Dogo (Instrumental)
12. In the Building (Instrumental)
13. Hustlebound (Instrumental)
14. Keep Yo' Mouth Shut (Instrumental)
15. Be Regular (Instrumental)
16. All Out (The Weakest Link Remix) (Instrumental)